# Microcos schlechteri
Microcos schlechteri är en malvaväxtart som beskrevs av Karl Ewald Maximilian Burret. Microcos schlechteri ingår i släktet Microcos och familjen malvaväxter. Inga underarter finns listade i Catalogue of Life.